# Balioxena
Balioxena là một chi bướm đêm thuộc phân họ Tortricinae của họ Tortricidae.

## Các loài
- Balioxena iospila Meyrick, 1912